# Pylaisia cristata
Pylaisia cristata là một loài Rêu trong họ Hypnaceae. Loài này được Cardot miêu tả khoa học đầu tiên năm 1911.